# Marco Semprônio Tuditano (cônsul em 185 a.C.)
Marco Semprônio Tuditano (m. 174 a.C.; em latim: Marcus Sempronius Tuditanus) foi um político da gente Semprônia da República Romana eleito cônsul em 185 a.C. com Ápio Cláudio Pulcro. 

## Primeiros anos
Tuditano foi tribuno da plebe em 193 a.C. e, durante seu mandato, propôs um plebiscito para estender aos latinos e aos aliados italianos as mesmas condições dos romanos para empréstimos em dinheiro, principalmente para evitar a usura (Lex Sempronia de pecunia credita). Em 189 a.C., foi pretor na Sicília.

## Consulado (185 a.C.)
Foi eleito cônsul em 185 a.C. com Ápio Cláudio Pulcro. Seu mandato foi marcado pela guerra na Ligúria, para onde foram novamente enviados os dois cônsules. Tuditano derrotou os apuanos e Cláudio conseguiu conquistar os ingaunos.

## Anos finais
Tuditano tentou reeleger-se no ano seguinte, mas foi derrotado. Foi nomeado pontífice nos anos seguintes e morreu em 174 a.C. durante uma grave epidemia que devastou a cidade de Roma.